# オーランドー
オーランドー (原題: Orlando: A Biography)は、1928年に出版されたヴァージニア・ウルフの小説である。自らの恋人であったイギリスの詩人ヴィタ・サックヴィル＝ウェストをモデルとした半伝記的な物語で、難解でアヴァンギャルドなものが多いとされるウルフの作品の中では比較的読みやすい作品であるといえる。本作で用いられる文体は、後の女性文学、特にジェンダー研究やトランスジェンダー研究の分野に多大な影響を与えた。

## あらすじ
主人公の青年貴族オーランドーは、エリザベス1世統治下のイギリスで生まれ、その美貌から女王の寵愛を受けて育つ。女王の死後、オーランドーはロシアの皇女サーシャと恋に落ちる。サーシャとの恋模様は、1608年のロンドン大寒波が背景にある。サーシャに裏切られ心を痛めたオーランドーは、未完成のままだった詩集The Oak Treeの制作活動に再び耽る。作詩活動をする中で、ニコラス・グリーン(Nicholas Greene)を始め当時の有名な詩人達との交流を楽しむようになる。その後詩人としての挫折を経たオーランドーはチャールズ2世の指名でコンスタンティノープルに渡り、トルコ大使として政務に務めるが、暴動の最中に７日間の昏睡状態に陥ることとなる。眠りから覚めたオーランドーは自らの身体が女性に変身していることに気付く。
そして女性に生まれ変わったオーランドーは、ひそかにジプシーとの生活を送るようになるが、貴族として贅沢な暮らしを送ってきた彼女とってジプシーの生活様式は相容れず、再びイギリスに戻ることとなる。航海中、女性用の洋服を着用しなければならないことや彼女と恋に落ちた船員とのやり取りを通じてオーランドーは自らが女性に変身したことを自覚し、女性であることの歓びを覚える。
そして、18世紀・19世紀のイギリス社交界に舞い戻ったオーランドーは、数世紀越しの詩集The Oak Treeで賞を取る。文学的に成功し、女性としての地位も築いたオーランドは、結婚・出産を経験し、女性として余生を送る。

## 備考
『オーランドー』は多数の学術論文で研究対象とされており、注釈付きヴァージョンでの新版も多く出されている。多国語に訳され、1937年にアルゼンチンの作家ボルヘスがスペイン語訳を出している。他にウルフ作品は『自分だけの部屋』を訳している。
女性の作家がジェンダーを直接的に扱った作品として『オーランド』の題名は女性文学史においてその名を馳せている。その一例として、ブリテン諸島ではその名を冠したプロジェクトが行われている。
ヴィタ・サックヴィル＝ウェストの次男であるナイジェル・ニコルソンは、この作品を「文学界において最も長く魅力的なラブレター」と評した。

## 日本語訳
- 『オーランド』 織田正信訳、春陽堂、1931
- 『オーランドー』 杉山洋子訳、国書刊行会〈世界幻想文学大系〉、1983、新装版1992／ちくま文庫、1998（解説小谷真理）
- 『オーランドー ある伝記』 川本静子訳、みすず書房〈ヴァージニア・ウルフコレクション〉、2000

## 映像化ほか
この作品は、舞台化・映画化されている。
- アメリカの演出家ロバート・ウィルソン（Robert Wilson）と作家ダリル・ピンクニー（Darryl Pinckney）による舞台作品 (1989年)
- アメリカの劇作家サラ・ルール（Sarah Ruhl）による舞台作品（1998年初演）
  - 白井晃の演出により日本初演（2017年9月23日 - 10月29日、神奈川芸術劇場・まつもと市民芸術館・兵庫県立芸術文化センター・新国立劇場、KAAT×PARCOプロデュース）。主演の多部未華子と、小日向文世、戸次重幸（TEAM NACS）、池田鉄洋、野間口徹、小芝風花の6名の俳優で20役以上を演じながら描く作品[3][4][5]。
- サリー・ポッター監督のイギリスの映画 (1992年公開)→オルランド (映画)を参照
- オーストリアの作曲家オルガ・ノイヴィルトによる歌劇。（2019年初演。ウィーン国立歌劇場）
- 栗山民也の原案・演出、岩切正一郎・翻案、宮沢りえ主演で舞台化（2024年、彩の国さいたま芸術劇場、PARCO劇場ほか）